# لوري وليامز
لوري وليامز (بالإنجليزية: Lori Williams)‏ هي ممثلة أمريكية، ولدت في 23 مارس 1946 في الولايات المتحدة.

## وصلات خارجية
- لوري وليامز على موقع IMDb (الإنجليزية)
- لوري وليامز على موقع ألو سيني (الفرنسية)
- لوري وليامز على موقع أول موفي (الإنجليزية)
- لوري وليامز على موقع قاعدة بيانات الفيلم (الإنجليزية)